# Volta (danza)

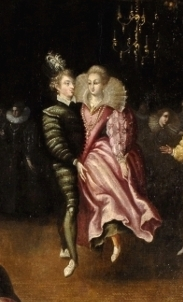
Baile de volta

La volta, también conocida como volta, lavolta, la volta, levalto o levolto, es una danza en pareja que surgió en el Renacimiento, de tiempo ternario y carácter vivaz. Tuvo su mayor esplendor en la Europa de los siglos XVI y XVII. Es probable que pueda ser el origen del vals e incluso también de la polka.

## Historia.

### Etimología y difusión
El nombre de volta deriva del latín vulgar, de la palabra volvĭta, derivada del latín clásico, volvĕre, que significa voltear o volar en castellano.
La tradición sitúa el nacimiento de la Volta en la zona de Provenza, y sabemos por las Memorias de Margarita de Valois que se bailaba con platillos en sus inicios. Sin embargo su origen no está del todo claro, ya que Rinaldo Corso la sitúa en Italia en 1555, mientras que otras fuentes aseguran su origen alemán. Lo que está claro es que surgió en un ambiente campesino, debido al ritmo y al tipo de movimientos.
Se sabe que esta danza fue introducida en la corte francesa por el conde di Salut en 1556, y que a partir de 1650 ya estaba pasada de moda.
Marin Mersenne, filósofo francés de la época, menciona que “[La volta] tiene este nombre porque […] el caballero hace que la dama salte mientras gira y […] la hace girar varias veces mientras la sostiene en alto, como si quisiera hacerla volar”. La volta suele asociarse con tres posibles pies poéticos: corto-corto-corto-largo, corto-largo y corto-corto-largo-largo.[1]
El baile que acompañaba a esta danza se consideraba poco apropiado para las damas, ya que los giros podían provocarles malestar e incluso mostrarlas en posturas indecorosas. Debido a esto, la danza empezó a caer en desuso sobre 1630, y la última referencia que encontramos sobre ella está en un pequeño diálogo de El maestro de danzar, de Félix Lope de Vega, compuesta en 1636. Encontramos instrucciones detalladas para bailar la volta en MS Douce 280, escritas por Thoinot Arbeau.
La volta es un baile en tres tiempos, de movimiento rápido, por lo general escrita en 3/4 o 6/8. No tenemos ninguna subdivisión exacta del ritmo, pero podemos decir que no era tan diferente de la gallarda. Con respecto a los instrumentos que se utilizan para acompañar el baile, nos encontramos escrita, en Notes sur la vie privée à la Renaissance, que la volta provenzal estaba acompañada con el sonido del címbalo. En el ejemplo de la volta en el' “Orchesographie” de Thoinot Arbeau , el autor no menciona el tempo , pero escribe que es ternario y pone “spezzabattute” cada seis mínimo entonces, se puede deducir que la unidad de tiempo es el 6/2. 
La partitura no tiene alteraciones, está escrito en notación mensural , pero no cita el instrumento para esto fue escrito. La partitura es muy corta y se compone de cuatro partes y una melodía muy simple. Curt Sachs , sobre la base de esta partitura, se ha conseguido crear una subdivisión hipotética del ritmo . De acuerdo con la reconstrucción, el tempo sería de 3/4 y compuesto por seis corcheas juntas o sincopado : semicorchea-corchea o corchea-negra.
Ejemplos de volta se pueden encontrar en las suites del siglo XVII , esta volta ocupa a veces el papel de la danza final (como en Thomas Simpson , Opusculum newer Pavanen , 1610). La volta a veces aparece en los arreglos para laúd , instrumentos de teclado y conjuntos orquestales. Adrian Le Roy incluye en su obra Instrucción ( 1568 ) arreglo para laúd de una de las melodías más antiguas conocidas provenzales llamada Los tiempos , como aparece en el libro de Jean d Estrées Tiers livre de danseries ( 1559 ), en tablatura de laúd del italiano GC Barbetta ( 1585 ). En la obra Terpsícore de Michael Praetorius ( 1612 ) hay cuarenta y ocho voltas. El primer y segundo libro de Robert Ballard ( 1611 y 1614 ) contiene siete, dos ejemplos se encuentran en el Fitzwilliam Virginal Book , un William Byrd y uno de Thomas Morley . Louis Couperin usa en una composición para clave.

## Estructura de la coreografía y de la danza
La volta es un baile alegre, caracterizado por saltos y giros, y al que no se puede dar una regla precisa. De hecho, esto se baila de manera diferente dependiendo del país y también el período. [28] De esto tenemos descripciones diferentes, el primero de ellos, en 'Orchesographie
"Los movimientos y pasos de este baile, que están dando vuelta al cuerpo, y consisten en dos pasos, un
suspiro para la mayor distancia entre ejes, un equilibrio con los pies juntos, y finalmente dos suspiros y pausas"
( Thoinot Arbeau, Orchesographie )
Los bailarines bailan en pareja. El hombre toma la dama con la mano izquierda y con la otra se apoya su espalda. La señora, a su vez, pone su mano derecha en el cuello o en la parte posterior de su jinete y pone su mano izquierda sobre el muslo para evitar que la falda que agita. A lo largo de la duración de la danza de la pareja permanece cerrada , es decir, nunca cambian de pareja . La danza comienza con una Gallarda , a continuación, la pareja hace un cambio a una posición cerrada y toma la posición descrita anteriormente. Los pasos que los bailarines realizan, y que caracterizan el momento, saltaron y se volvieron. De hecho, los bailarines comienzan con un primer salto en el pie interior y, al mismo tiempo, aumentan el exterior y gira 90 °. Después de hacer una assez pas de largo (el tiempo suficiente a paso) con el pie derecho y sin saltar y correr alrededor de un cuarto de vuelta. Por último realizar un salto de altura girando un cuarto y la caída de los pies juntos. Para volver a la posición inicial, los bailarines tenían que realizar cuatro veces el esquema descrito aquí. De nuevo en ' Orchesographie se muestra un ejemplo de la partitura de las veces en las que el autor hace que corresponde a cada nota un paso, en este orden:
1. salto inicial
2. Larga distancia entre ejes (tomar notas)
3. saltar más alto
4. Los pies deben estar juntos En el tratado Cesare Negri ,” Nuove invenzioni di Balli” ( nuevas invenciones de los bailes), se nos da otra descripción de la danza bajo el nombre de La Nicoise . Esto es en el baile de pareja cerrado y el hombre toma la mano a la dama con la mano derecha; La mujer, a su vez, pone su mano derecha sobre la falda. La danza comienza con un arco, a continuación, con un pie. Posteriormente, éstos desempeñan un paso adelante con el pie izquierdo seguido de un salto terminado con el pie derecho. En su tratado, Negri también da un ejemplo de tablatura de laúd de La Nicoise .

- Datos: Q1527755